# Jørgen Arboe-Rasmussen
Jørgen Arboe-Rasmussen (født 5. marts 1925 i København, død 5. eller 6. februar 1945 på Frederiksberg) var en dansk journalistelev og frihedskæmper.
Han var søn af redaktør Erik Arboe-Rasmussen (1893-1967) og hustru Alma Louise Amanda Hansen Fossing, brorsøn til sekondløjtnant Einar Arboe-Rasmussen, som også var frihedskæmper, og sønnesøn af præsten N.P. Arboe Rasmussen. Arboe-Rasmussen blev elev på Roskilde Dagblad, hvor faderen var redaktør, og hvor han blev ven med en anden elev Torben William Wulff. Mod slutningen af 1943 var de to gode venner med til at starte en illegal bladgruppe. Første nummer af det illegale blad Roskilde-Kureren udkom 1. april 1944, og bladet blev en pæn succes i Roskilde-området. 
Mandag den 5. februar 1945 skulle Torben William Wulff mødes med Arboe-Rasmussen og en anden kammerat på Café Brønnum ved Kongens Nytorv i København. Wulff havde på forhånd gjort det tyske politi bekendt med mødet, og det var klar til aktion, da vennerne mødes. Arboe-Rasmussen blev hårdt såret af skud fra en maskinpistol affyret af HIPO-manden William Carl Møller Rasmussen, mens Wulff nåede at slippe væk i forvirringen. Arboe-Rasmussen forblødte efter nogle timer på lazarettet på Nyelandsvej uden at have modtaget lægebehandling og døde samme eller næste dag.

## Efter hans død
Efter befrielsen blev hans jordiske rester i Ryvangen opgravet og ført til Retsmedicinsk Institut, og blev 29. august 1945 genbegravet i Mindelunden i Ryvangen.
En mindetavle er opsat på ejendommen Tordenskjoldsgade 1, hvor Café Brønnum tidligere lå.
Jørgen Arboe Rasmussens Mindelegat på 8.000 kroner uddeles på Jørgen Arboe-Rasmussens dødsdag den 5. februar til en elev ved et provinsblad. 5. februar 2022 uddeles legatet for sidste gang.